# Nachimovskij Prospekt
Nachimovskij prospekt (in russo:Нахимовский проспект) è una stazione della metropolitana di Mosca situata sulla Linea Serpuchovsko-Timirjazevskaja, la linea 9 della Metropolitana di Mosca. È stata inaugurata l'8 novembre 1983.